# Allocephalus
Allocephalus, južnoamerički monotipaski biljni rod iz porodice glavočika. Jedina vrsta je brazilski endem A. gamolepis iz Goiása, opisan 2011. godine.